# Брандвайн, Йегуда
Йехуда Цви Брандвайн (1903, Цфат, Палестина — 1969, Иерусалим, Израиль) — раввин, каббалист.
Автор комментариев «Маалот Хасулам» («Ступени Лестницы») к книге «Зоар».

## Биография
Йехуда Брандвайн родился в городе Цфат (Османская Галилея) в религиозной еврейской семье. Он учился в нескольких иешивах, где проявил себя как талантливый ученик. С ранних лет Йехуда увлёкся изучением Каббалы и стал учеником Йехуды Ашлага-Бааль Сулама. Он женился и рано овдовел. Позже женился вновь на племяннице своего учителя. Многие годы Й.Брандвайн работал строительным рабочим.

### Ученик Бааль Сулама
Ещё в достаточно юном возрасте Й. Брандвайн стал учеником рава Йехуды Ашлага Бааль-Сулама. После тяжёлой работы на стройке и заботе о своих детях (которых он воспитывал несколько лет один) отправлялся Йегуда, в ночные часы, изучать Каббалу к своему учителю.
Он нашёл в Каббале своё призвание и проявил огромное упорство в её изучении. В предисловии к книге «Йедид Нафши» («Душевный друг»), рассказывает ученик Брандвайна, Филипп Берг, как его учитель каждый день полтора часа в одном направлении пешком, ходил на уроки каббалы из старого города (Иерусалима) в район «Гиват Шауль», где проживал его учитель. Он был вынужден делать это из-за того, что противники изучения Каббалы уговорили водителя единственного автобуса работавшего на этой линии не брать Й. Брандвайна. Однако это лишь укрепило желание молодого Йехуды изучать Каббалу. Его не остановили материальные трудности (Бааль Сулам брал плату за обучение), физические преграды и критическое отношение. Он не только изучал каббалу у Й. Ашлага, но всецело отдавал себя духовным целям своего учителя, основными из которых были: написание комментария «Сулам» к книге Зоар и распространение учения Каббалы.

### Учитель и распространитель Каббалы
После кончины Й. Ашлага в 1954 году Брандвайн преподаёт каббалу сначала в Офакиме, а затем в Тель-Авиве. Он печатает и распространяет книгу «Зоар» с комментариями «Сулам» Й. Ашлага, писания Ари и другую каббалистическую литературу.

В 1965 году Йегуда Брандвайн со своим учеником Филиппом Бергом основали в США «Национальный институт исследования Каббалы».

В 1967 году, после объединения Иерусалима в результате шестидневной войны, рав Йехуда Брандвайн восстановил в старом городе Иерусалима йешиву «Коль Йегуда» (руководимую прежде Й. Ашлагом)

### Автор комментария «Маалот Ха-Сулам»
Учитель Йехуды Брандвайна, Й. Ашлаг видел одной из своих главных целей написание комментария «Сулам» («Лестница») к книге Зоар с целью облегчения изучения Каббалы. Однако Й. Ашлаг не успел закончить комментарий к одной из частей Зоара, именуемой «Тикуней Зоар» («Исправления Зоара \Сияния»). Й. Брандвайн продолжил дело своего учителя и написал комментарий к большей части «Тикуней Зоар» и назвал его «Маалот ХаСулам» («Ступени лестницы»). Он писал, что назвал так свой комментарий, поскольку нет в нём ничего, что написал от себя лично и источником всего написанного в нём является его учитель, автор комментария «Сулам» (Лестница).

### Главный раввинГистадрута
В 1960-е годы Й. Брандвайн был назначен первым главным раввином Гистадрута (всеизраильской федерации профсоюзов). В те годы Гистадрут являлся социалистической и сугубо антирелигиозной организацией, ежегодно проводившей один из своих главных банкетов в Йом Кипур (важнейший день иудейского календаря — День иудейского поста).
Во время своей работы в Гистадруте Й. Брандвайн сумел на деле воплотить в жизнь духовные принципы Каббалы. Следуя учению своего учителя (Й. Ашлага), он считал любовь к ближнему главным жизненным принципом. Для него принадлежность к религии и национальность не имели значение. Он ценил в людях их внутренние качества. И простые не религиозные рабочие и кибуцники любили своего раввина за его душевный подход. Председатели профсоюзов многотысячных гистадрутовских предприятий согласились
давать своим рабочим кошерную пищу, чтобы не разделять рабочих во время обеда. Филип Берг описывает, как он с удивлением наблюдал, как секретарь кибуца с восторгом встречает Й. Брандвайна, привёзшего ему свиток Торы.
Й. Брайндвайн выступал как против антиклерикального так и религиозного экстремизма, считая, что эти подходы строят стены ненависти между людьми. Многим раввинам не нравилась деятельность Йехуды Брандвайна в Гистадруте. Они считали, что он своим согласием стать главным раввином Гистадрута он дал «индульгенцию» богохулам. Другая причина критики Й.Брандвайна заключалась в том, что будучи руководителем религиозного отделения политизированной организации Гистадрут, он вёл абсолютно независимую политику, что раздражало многих партийных функционеров.

### Кончина
Й. Брандвайн оставил наш мир весной 1969 года. Он похоронен на кладбище Гар а-Менухот в Иерусалиме, недалеко от своего учителя Й. Ашлага.

## Учение Йехуды Брандвайна
Й. Брандвайн считал, что главная цель человека — трансформировать своё сознание из эгоистических желаний в проактивное сознание, направленное на помощь ближнему. Он принял курс своего учителя Й. Ашлага на распространение Каббалы (которую считал ключом к духовному прогрессу человечества) и уделил особое внимание распространению каббалистической литературы.
Й. Брандвайн принял на себя должность главного раввина Гистадрута, так как был убеждён, что без широкого участия секулярной общественности невозможно достичь
духовного расцвета общества.
«Люби ближнего как самого себя» — было всегда его главным девизом.

## Истории из жизни Йехуды Брандвайна

### Ицхак
В 1930-е годы Й. Брандвайн работал на стройке. «Хозяином» стройки был Гистадрут. После арабских погромов 1929 года отношения между арабами и евреями резко обострились. Кроме национальной конфронтации, в подмандатной Палестине начался тяжёлый экономический кризис. На работу в строительных объектах Гистадрута было запрещено принимать арабов. Однажды к стройке, на которой работал Й. Брандвайн, подошёл араб и попросил принять его на работу. «У меня дома голодные дети, — взмолился он, — помоги мне!» Йехуда Брандвайн знал правила приёма на работу. Но он был человеком, для которого нет чужого горя. «Скажи, что ты еврей из арабской страны и тебя зовут Ицхак» — сказал он арабу. Так «Ицхак» был принят на работу. Он прилежно работал и лишь когда религиозные работники приглашали его на молитву, у него находился всегда «чрезвычайно важный» предлог для отсутствия. Йехуду и «Ицхака» разделила Война за независимость Израиля 1948 года.
«Ицхак» оказался на территории, перешедшей под контроль Иордании. После Шестидневной войны 1967 года Йехуда Брандвайн был одним из первых евреев, вернувшихся в старый город Иерусалима. Через несколько месяцев после переезда, его посетил неожиданный гость. С огромным ящиком фруктов у порога дома Брандвайна стоял «Ицхак».

## Ученики и последователи

### Филипп Берг
Наиболее известным учеником Й. Брандвайна является руководитель Центра изучения Каббалы Филипп Берг.
Незадолго до своей кончины в 1968 году Й. Брандвайн назначил Ф. Берга руководителем иешивы «Коль Йегуда», основателем которой был Й. Ашлаг.

Теперь, после того как ты стал главой иешивы Коль Йехуда, целью которой является распространение Каббалы, как посредством постоянных учеников, так и через публикации… Считаю своим долгом разъяснить тебе цели иешивы… которая существует уже более сорока лет… и была основана маленькой группой во главе которой стоял Бааль Сулам (Йехуда Ашлаг).

### Ученики Й. Брандвайна
- Рав Шеенберг — основатель каббалистической общины в посёлке Ор Гануз (Верхняя Галилея) и каббалистической школы «Модаут» (Сознание).
- Авраам Брандвайн — сын Й. Брандвайна. Руководитель каббалистической иешивы в Иерусалиме.